# Partido Nacionalsocialista Griego
El Partido Nacionalsocialista Griego (en griego: Ελληνικό Εθνικό Σοσιαλιστικό Κόμμα, Elliniko Ethniko Sosialistiko Komma) fue un partido nazi fundado en Grecia en 1932 por George S. Mercouris, un exministro del gabinete.

## Historia
Establecido en Atenas en diciembre de 1932, el Partido Nacionalsocialista era uno de los grupos de extrema derecha activos en el país en ese momento, junto a otros como la Unión Nacional de Grecia (Εθνική Ενωση Ελλάδος), Paz de Hierro (Σιδηρά Ειρήνη), Tridente (Τρίαινα) y Estado Nacional Soberano (Εθνικό Κυρίαρχο Κράτος, dirigido por Theodoros Skylakakis). Sin embargo, se distinguió por ser el que más apoyaba a Adolf Hitler, buscando copiar al Partido Nacionalsocialista Obrero Alemán en términos organizativos y políticos.
El partido surgió después de que Mercouris, que anteriormente había mostrado simpatía por los sindicatos fascistas italianos, se separó de Panagis Tsaldaris y el Partido Popular por la necesidad de un gobierno de coalición. A través de contactos con Galeazzo Ciano, Mercouris consiguió financiación por parte de Italia para el nuevo proyecto, aunque esta pronto se agotó porque no estaban convencidos de que el partido estuviera en posición de acceder al poder. El partido tenía sus oficinas inicialmente en la calle Karagiorgi Servias de Atenas y publicó desde diciembre de 1934 un periódico llamado Ethniki Simaia ("Bandera Nacional").
El partido en sí estaba en gran parte orientado hacia el fascismo italiano, aunque el propio Mercouris y algunos de sus principales seguidores se sintieron más atraídos por el modelo alemán. Mercouris fue utilizado a veces como intermediario por el gobierno colaboracionista durante la ocupación alemana.

## Apoyo político
El partido griego, sin embargo, no sirvió al régimen de Ioannis Metaxas, aunque dada la postura monárquica del partido, muchos de sus seguidores se reconciliaron con el nuevo gobierno. Durante la ocupación de Grecia por parte del Eje, se permitió que el partido continuara, aunque no tenía un papel real en el gobierno griego basado en gran parte en el ejército y se enfrentó a la competencia de los otros movimientos extremistas. Había esperado ganar influencia, pero los alemanes razonaron que, dada su crónica falta de apoyo popular, no era conveniente ofrecer al partido ningún poder.